# Giolfino

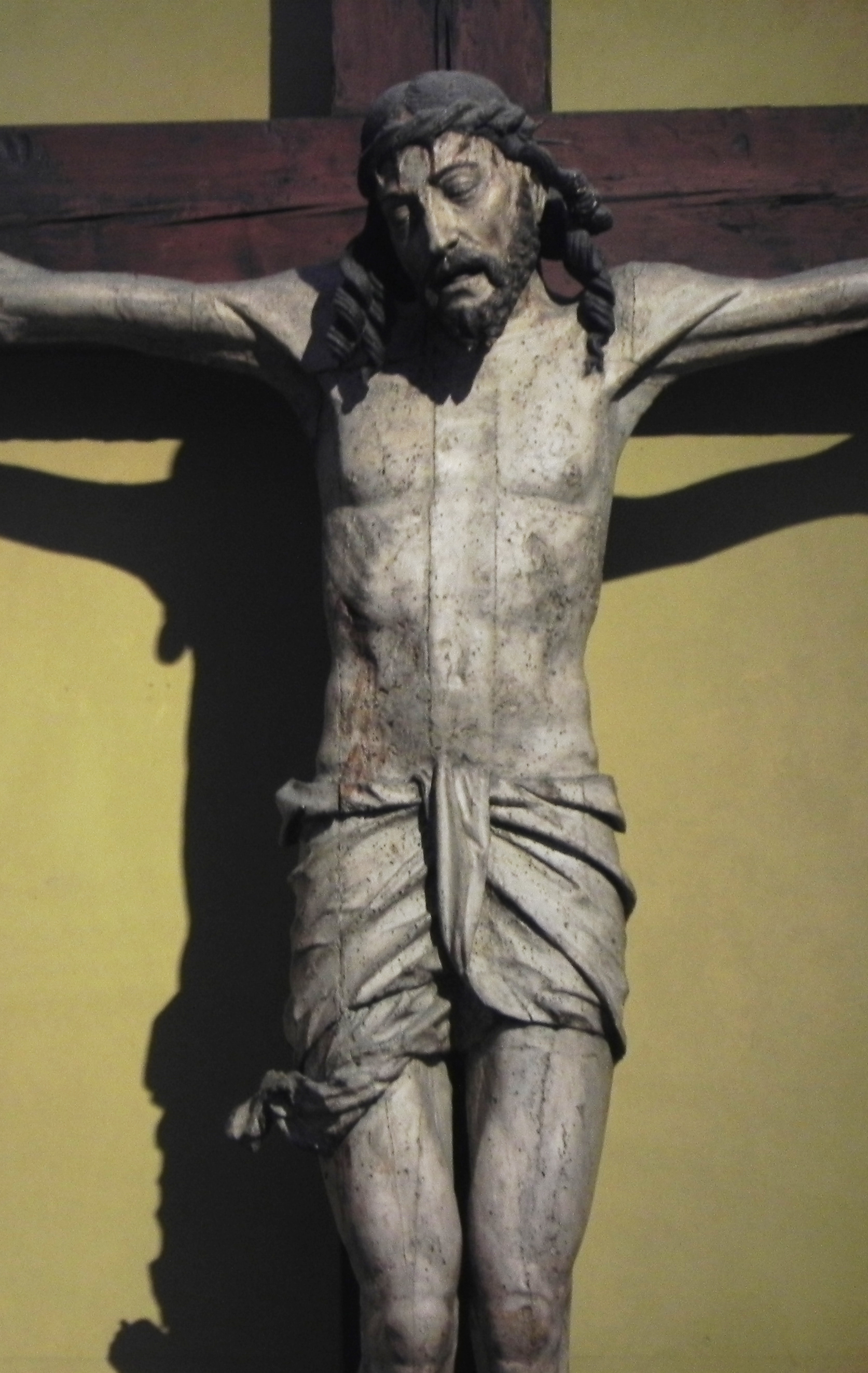
Francesco Giolfino, dettaglio del Crocifisso conservato nel Duomo Nuovo di Brescia

I Giolfino furono una famiglia di intagliatori, scultori e pittori, che operarono tra il XV e il XVI secolo tra Piacenza e Verona.

## Esponenti illustri
- Guglielmo Giolfino (?–1420), scultore
- Antonio Giolfino (?–dopo il 1510), figlio di Bartolomeo, scultore
- Bartolomeo Giolfino (1410–1486), scultore
- Paolo Giolfino (XV secolo), padre di Nicola
- Nicola Giolfino (1476–1555), pittore
- Francesco Giolfino (XV secolo), scultore

## Galleria d'immagini

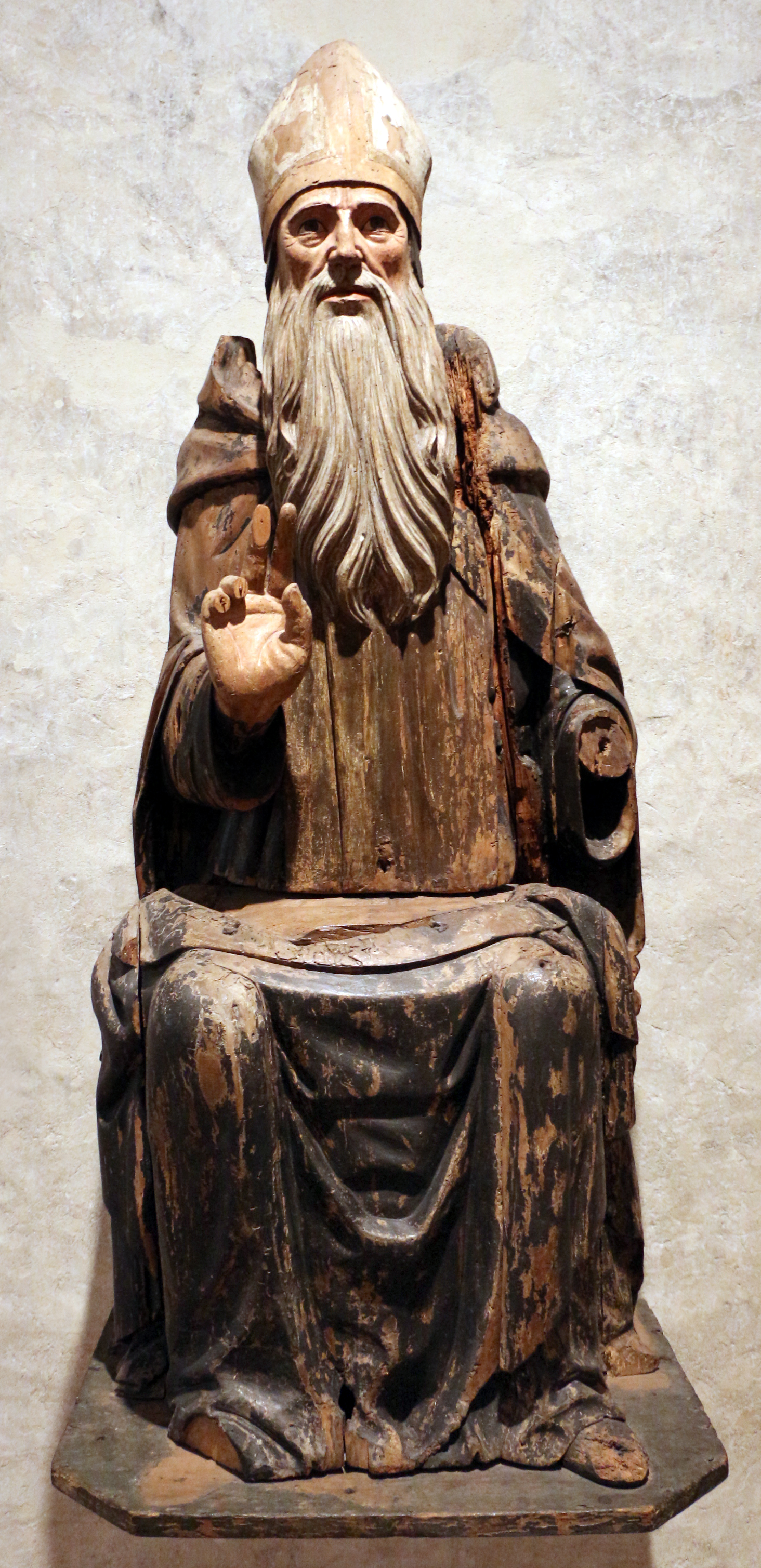
Antonio Giolfino (attr.), Sant'Antonio abate benedicente, Museo diocesano tridentino, Trento
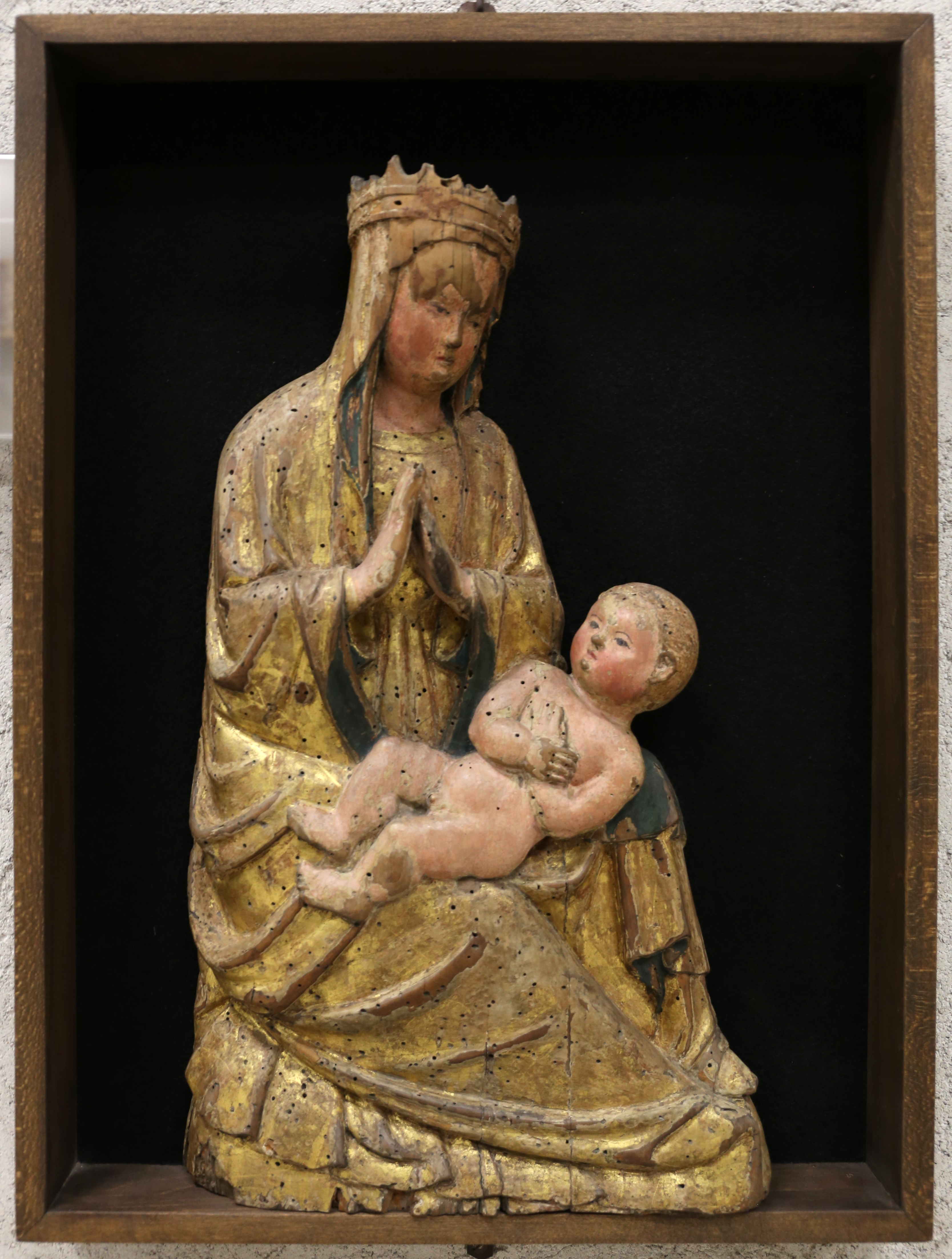
Bartolomeo Giolfino, Madonna col Bambino, Museo di Castelvecchio, Verona
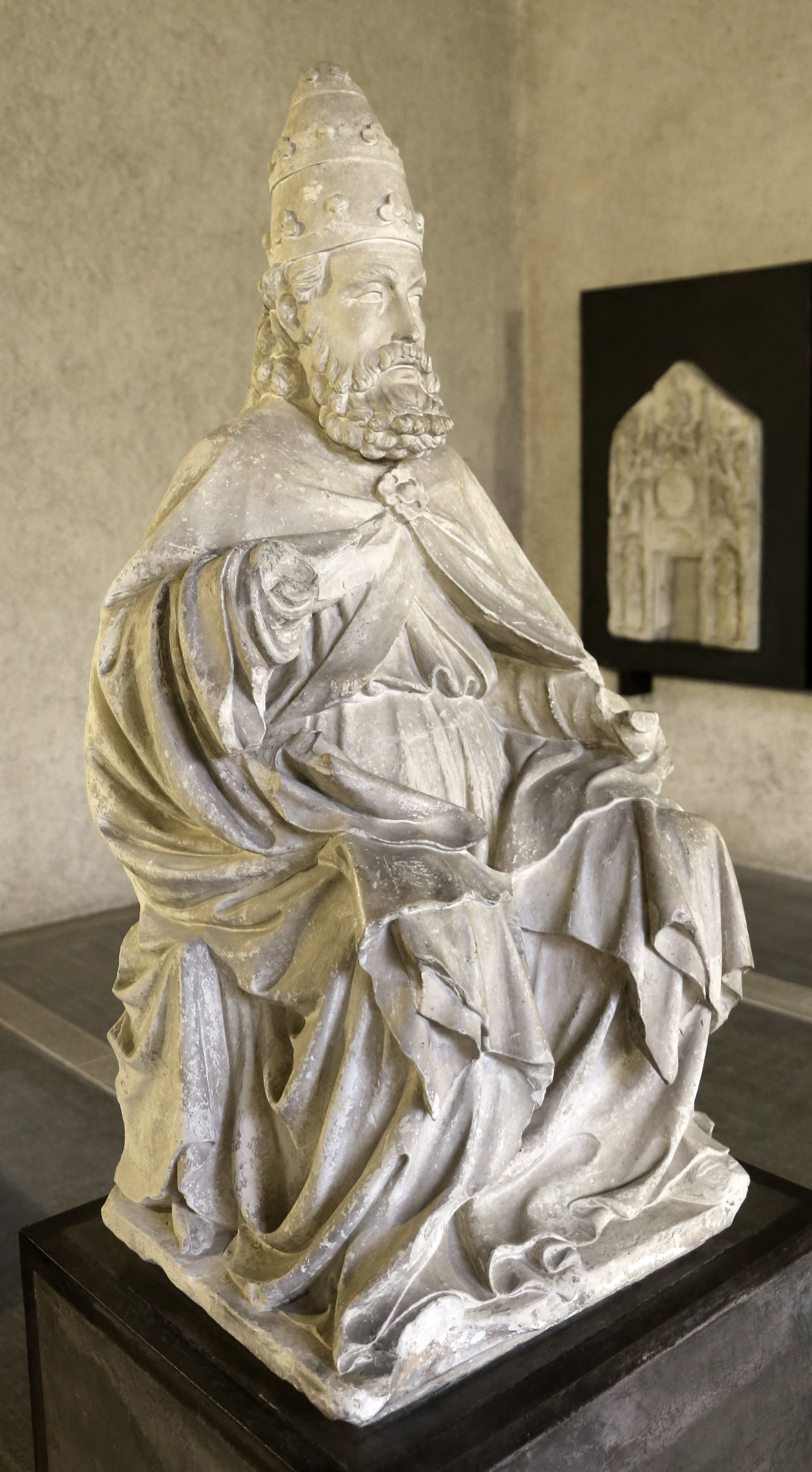
Bartolomeo Giolfino, San Pietro, Museo di Castelvecchio, Verona
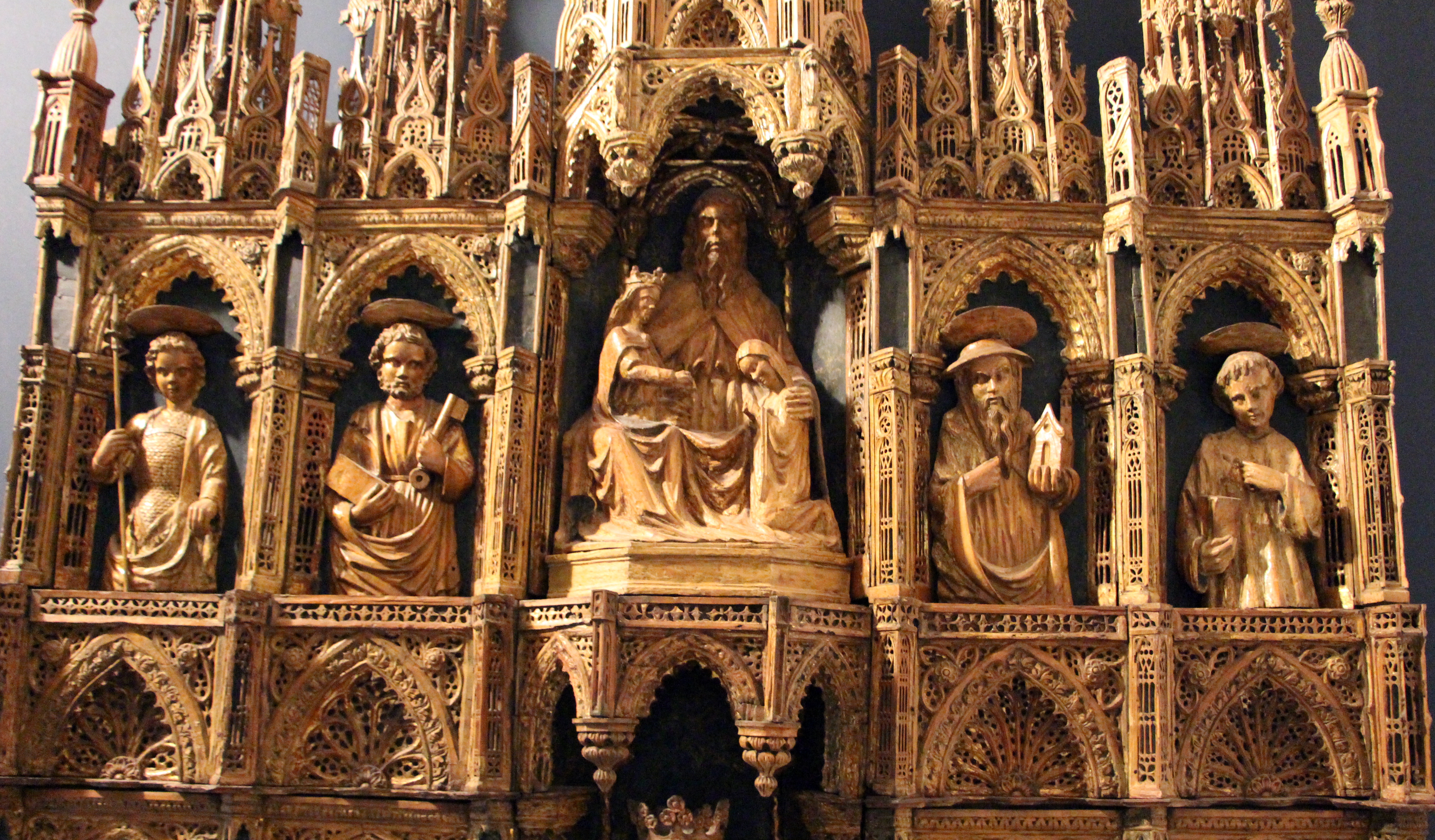
Bartolomeo Giolfino, Madonna col bambino e santi, Gallerie dell'Accademia, Venezia
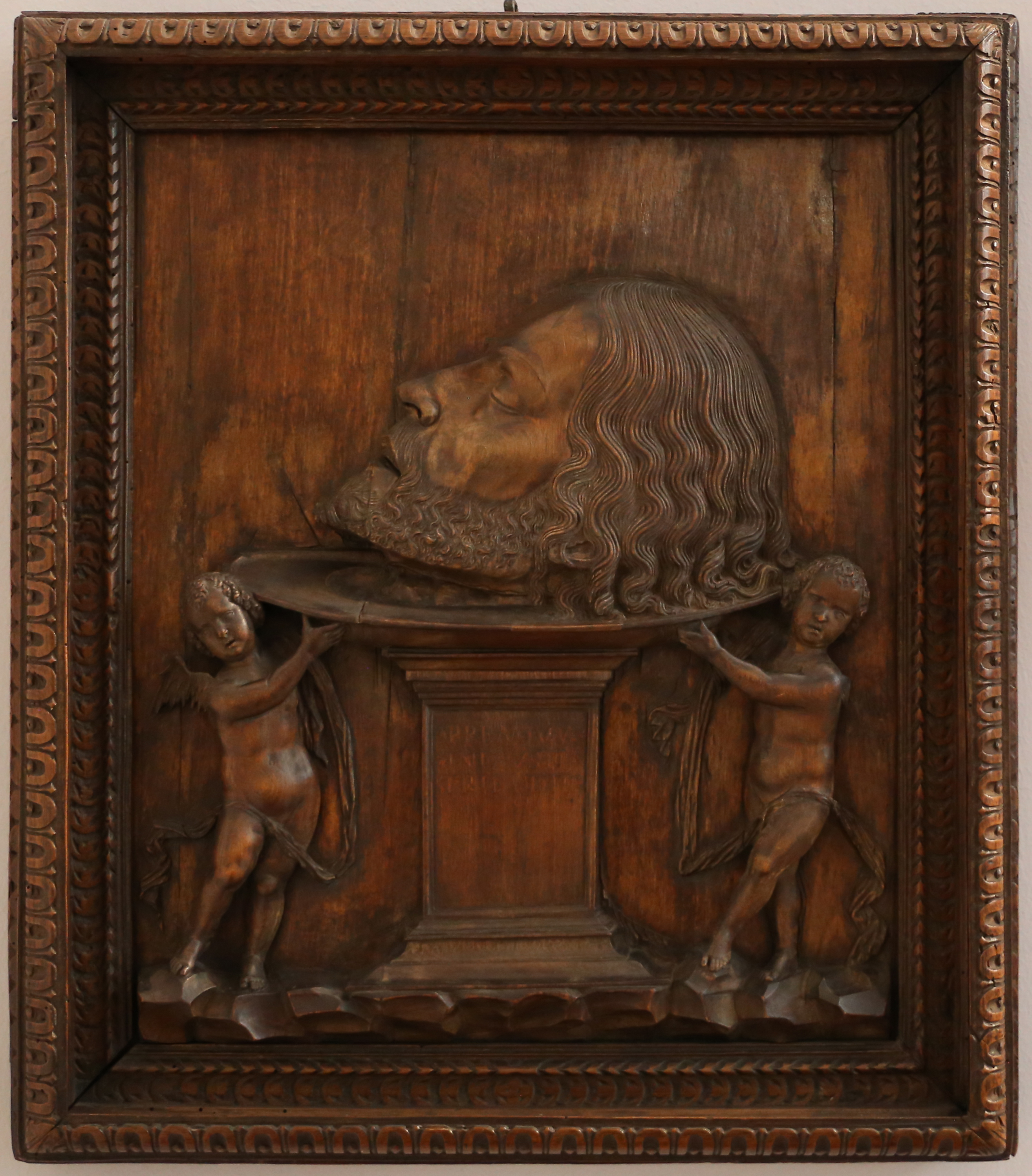
Francesco Giolfino, Testa del battista portata in cielo dagli angeli, Bode-Museum, Berlino
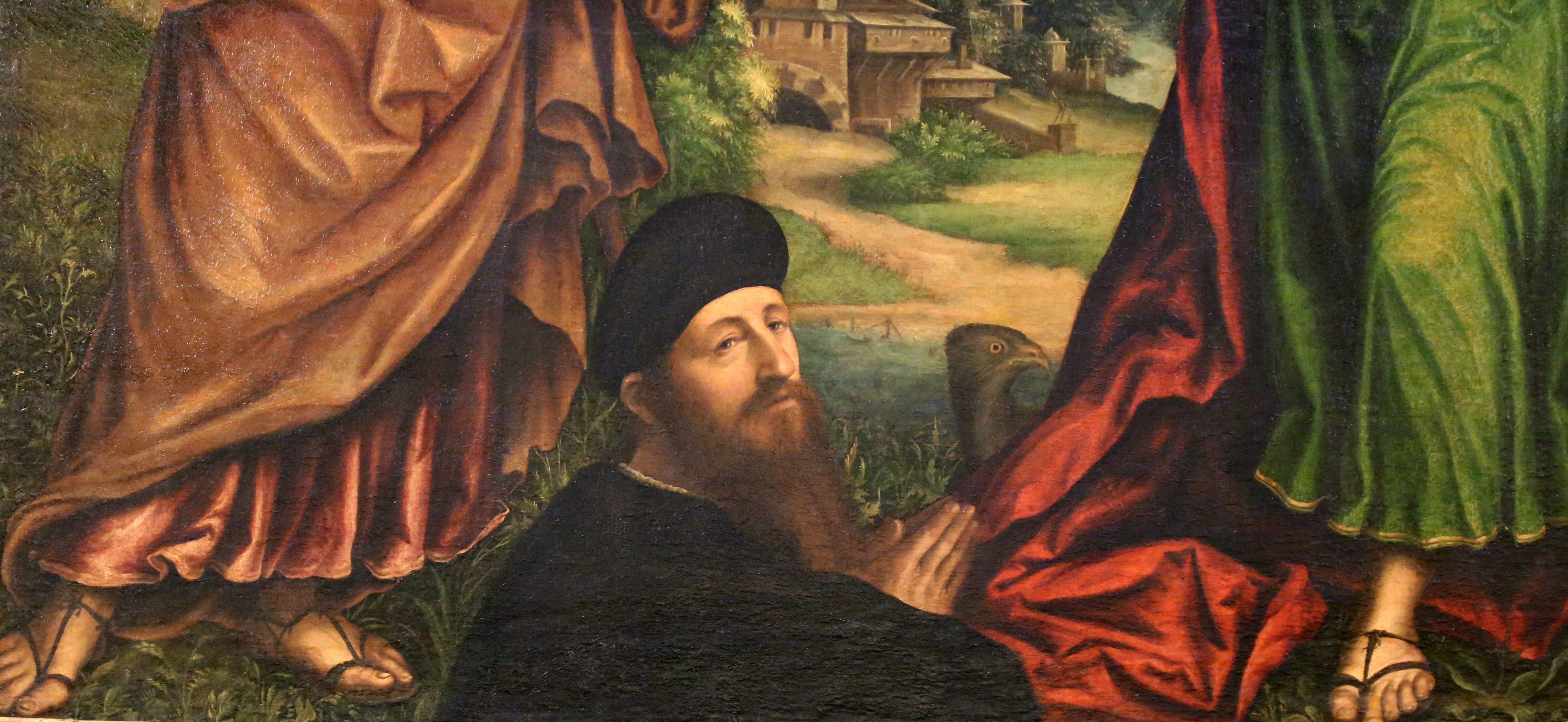
Nicola Giolfino, Madonna col Bambino e tre virtù teologali, Bode-Museum, Berlino
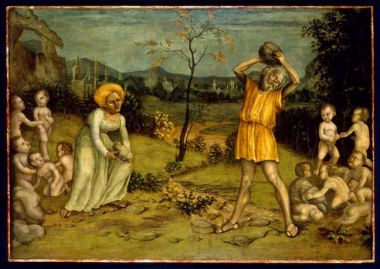
Nicola Giolfino, Mito de Deucalón y Pirra, Eskenazi Museum of Art, Bloomington
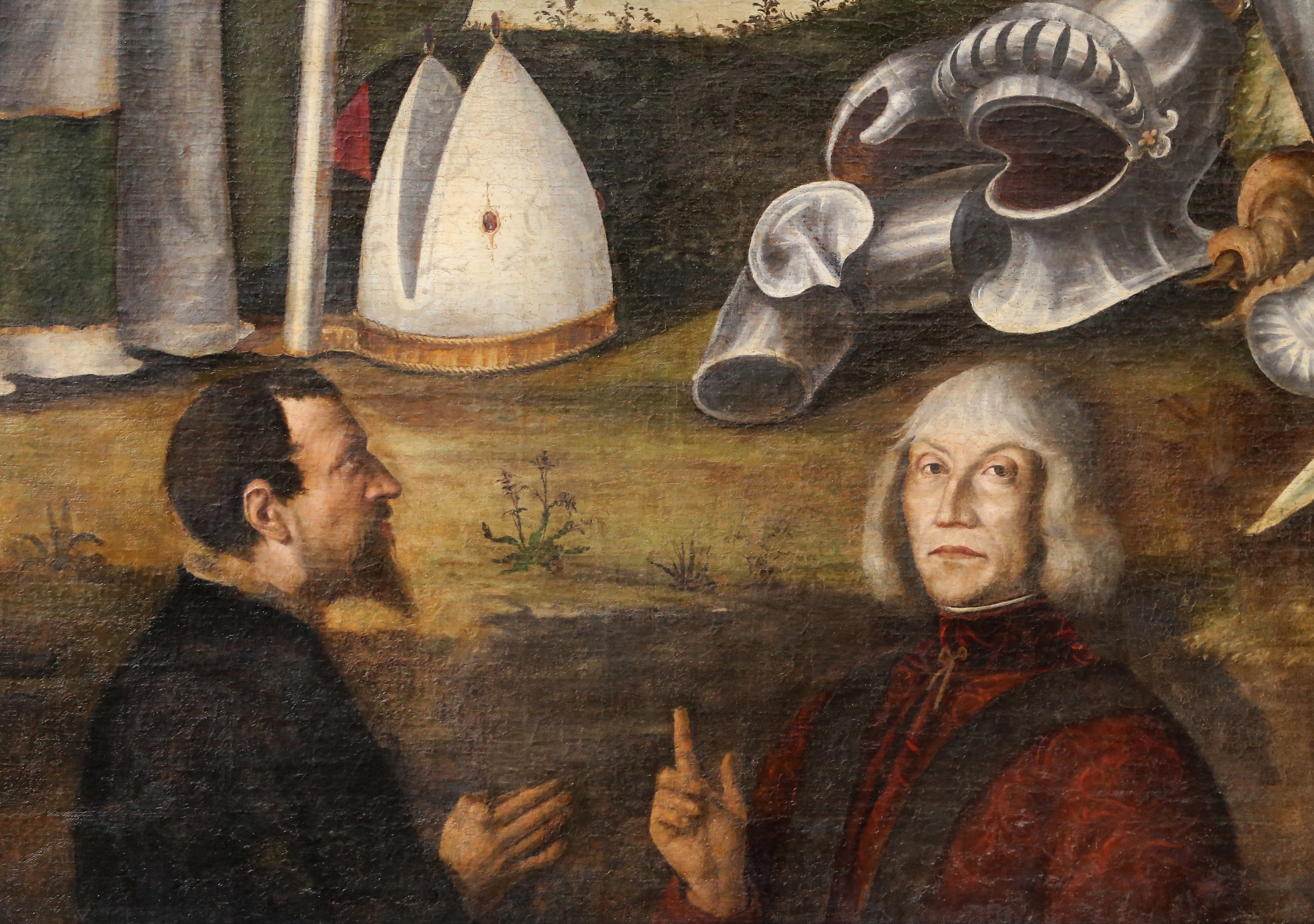
Nicola Giolfino, Altare Faella, con Redentore tra i ss. Erasmo e Giorgio, Basilica di Santa Anastasia, Verona
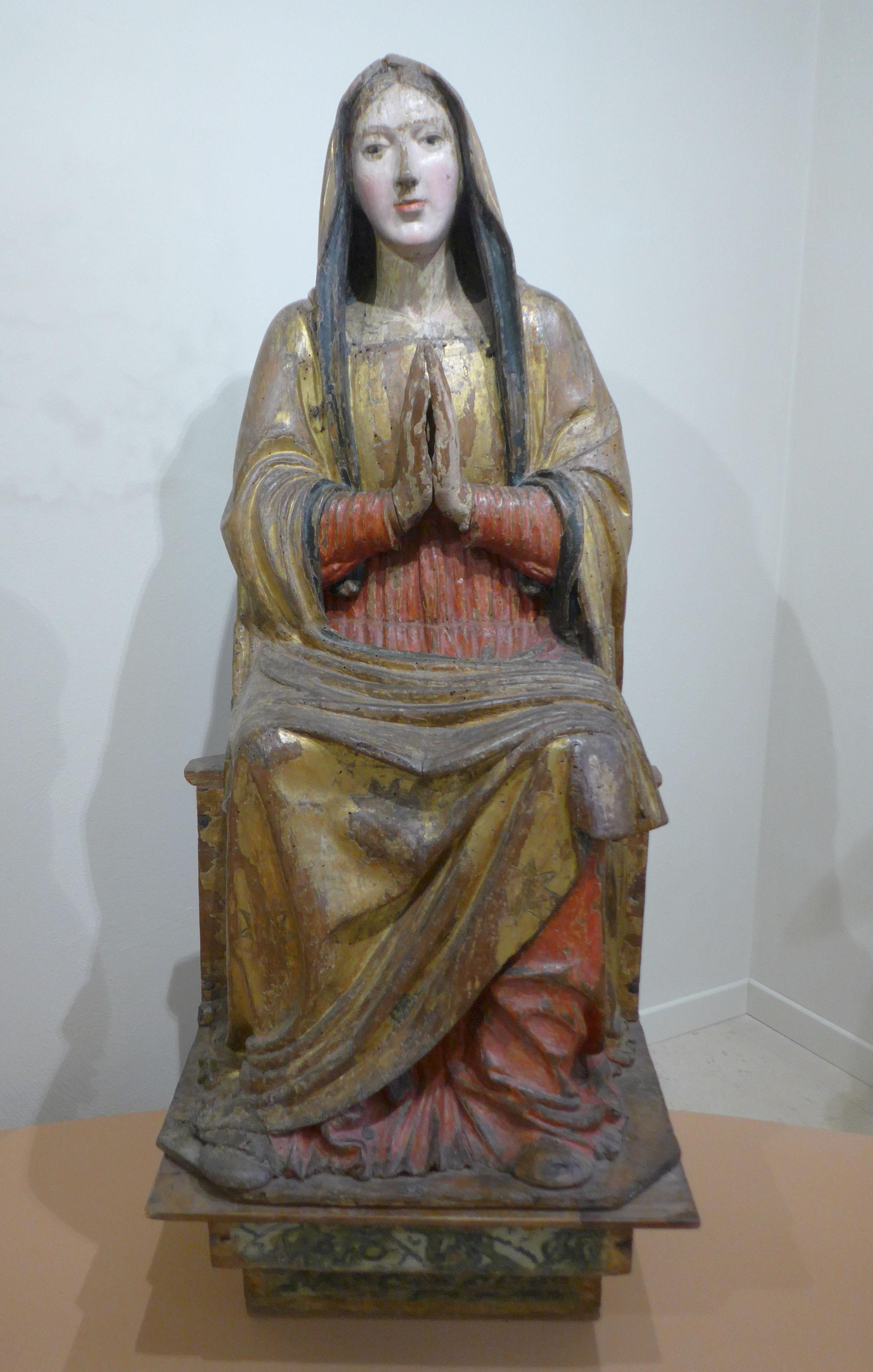
Bottega dei Giolfino, Madonna orante in trono, MAST Castel Goffredo
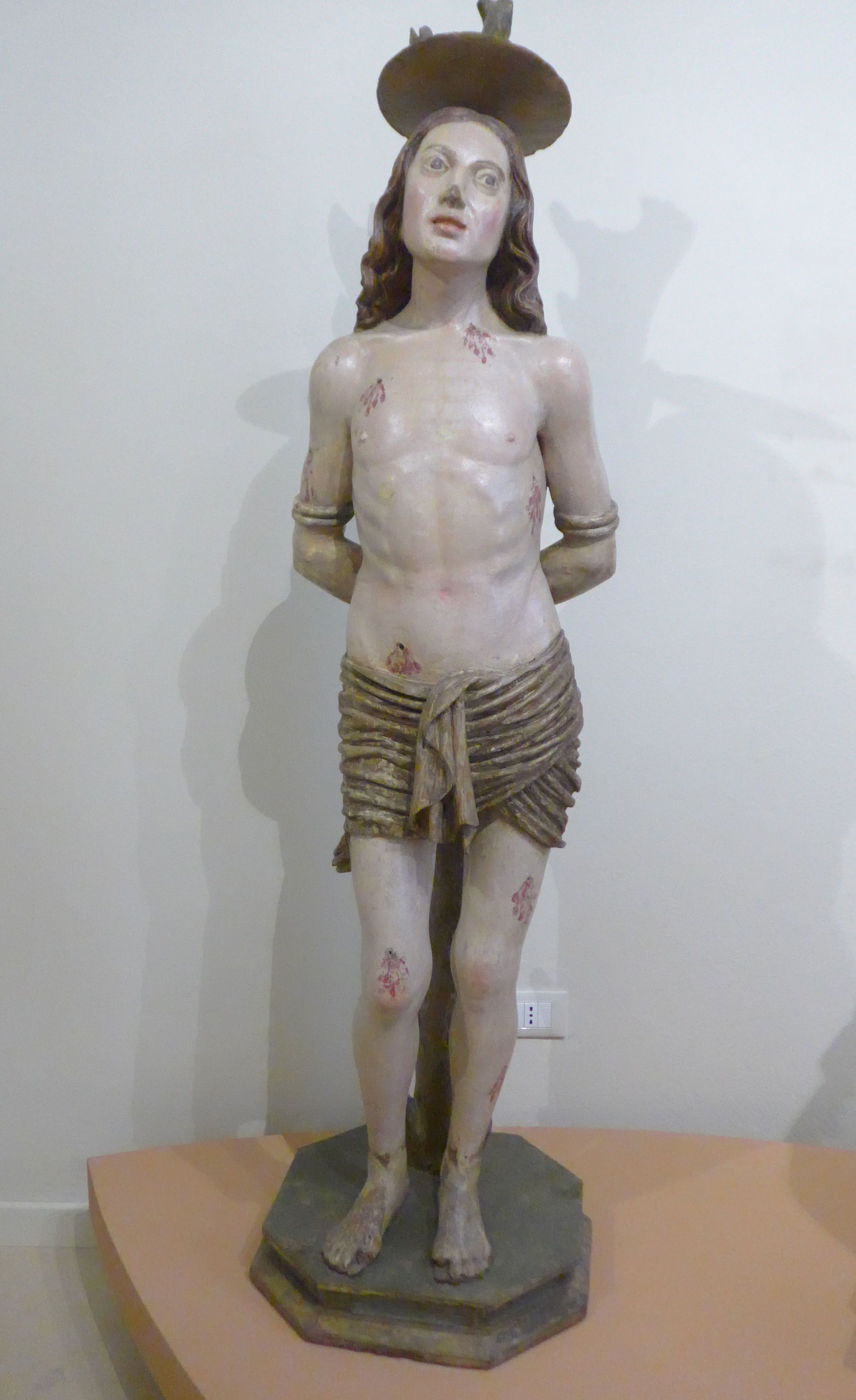
Bottega dei Giolfino, San Sebastiano, MAST Castel Goffredo